# ウエラ
ウエラ（Wella）は1880年に創業されたドイツの化粧品会社で、ヘアケアブランドとして知られている。2003年にプロクター・アンド・ギャンブル（P&G）の傘下となるが、2015年にコティ（Coty, Inc.）に売却された。その後、アメリカの投資会社KKRに売却され2020年12月1日よりコティグループから独立、新会社の株式の60％をKKRが、40％をコティが保有した。
日本では、ウエラジャパン合同会社から発売されている。

## 歴史
ウエラ社は美容師のフランツ・シュトレイヤーが1880年にヘアウィッグ（いわゆるカツラ）の製造・販売をドイツ国内で始めたことを起源としている。社名となった「ウエラ」はドイツ語で「波」を意味している。
それ以来、世界各地に現地法人を設立し、シャンプー、ヘアカラー等のヘアケア製品（有名なのは1950年に発売されたトリートメント成分を配合したヘアカラー「Koleston（コレストン）」）の製造販売を中心に、各地にサロンやヘアスタジオなどを開設していた。
だが、ウエラは2000年代に入ると経営が悪化。2002年に同じドイツのヘアケア企業であるヘンケルに買収を非公式で持ちかけたが、頓挫。2003年にP&Gに65億ユーロで買収され、吸収合併された。
吸収合併後はP&Gのヘアケアブランドとして発売されていたが、2015年7月にP&Gがコティに43の美容関連ブランドを売却した際に、ウエラブランドもコティに売却された。
ウエラのロゴマークがドイツ特許庁に登録されたのは1920年。以後、何度か改訂され、現在のロゴマークはP&Gに吸収合併された2003年から使用されている。

## 日本での展開
ウエラの日本法人だったウエラジャパンは1972年に設立され、美容室・理容店などの業務用製品、並びに一般消費者用のヘアケア製品を多数製造・販売していたが、2010年2月1日にP&Gジャパンに統合され、消滅している。なお、ウエラジャパンの本社は東京都新宿区西新宿に、工場は茨城県稲敷郡河内町にあった。
P&Gに統合後は海外と同様に日本でもP&Gのヘアケアブランドとして発売されていたが、P&Gがコティにウエラブランドを売却した1年後の2016年10月からウエラのコンシューマー向け商品はHFCプレステージジャパンから発売されている。
2020年にコティがウエラをアメリカのプライベートエクイティファンドのKKRに売却したことに伴い、日本でもコティから独立し、ウエラジャパン合同会社が設立された。

## コンシューマー（一般家庭）向け商品
コンシューマー（一般家庭）向け商品は主としてヘアカラーを販売している。
- ウエラトーン 2+1（ツープラスワン） - 1998年に日本初の3剤式へアカラーとして発売。現在はクリームタイプ、ジェルタイプ、くし付きミルキータイプ、分け目・フェイスライン用、輝きキープトリートメントの5種類が発売されている。トリートメント以外は医薬部外品となっている。

- ウエラトーン ハイテック - クリームタイプとリペアトリートメントの2種類が発売されている。どちらとも医薬部外品である。